# Huaguang
Huaguang (kinesiska: 华光乡, 华光) är en socken i Kina. Den ligger i provinsen Sichuan, i den sydvästra delen av landet, omkring 190 kilometer öster om provinshuvudstaden Chengdu. Antalet invånare är 8 323. Befolkningen består av 3 850 kvinnor och 4 473 män. Barn under 15 år utgör 15,0 %, vuxna 15-64 år 69 %, och äldre över 65 år 14,0 %.
Genomsnittlig årsnederbörd är 1 393 millimeter. Den regnigaste månaden är juni, med i genomsnitt 264 mm nederbörd, och den torraste är december, med 8 mm nederbörd.